# بخش مرکزی شهرستان پلدختر
بخش مرکزی شهرستان پلدختر یکی از بخش‌های شهرستان پلدختر در استان لرستان ایران است.

## تقسیمات کشوری
- بخش مرکزی شهرستان پلدختر
  - دهستان جایدر
  - دهستان ملاوی
  - دهستان جلوگیر
  - دهستان میانکوه غربی
  - دهستان پاعلم

شهرها: پلدختر، سراب حمام

## جمعیت
بنابر سرشماری عمومی نفوس و مسکن، جمعیت بخش مرکزی شهرستان پلدختر در سال ۱۳۹۵ برابر با ۵۱٬۹۷۴ نفر (۱۴٬۹۴۸ خانوار) بوده است. لازم به ذکر است طوایفی از ایل جودکی ساکن این بخش هستند.